# 龍城区域
龍城区域（リョンソンくいき）は、朝鮮民主主義人民共和国平壌直轄市にある行政区域の一つ。

## 地理
市域の北部にある。西側は順安区域・兄弟山区域と、南は西城区域・大城区域・和盛区域と、東は三石区域・恩情区域と、北側は平安南道平城市と接する。

## 行政区域
14洞を管轄する。
- 大泉洞（テチョンドン）
- 龍宮一洞（リョングンイルトン）
- 龍宮二洞（リョングンイドン）
- 龍文洞（リョンムンドン）
- 龍城一洞（リョンソンイルトン）
- 龍城二洞（リョンソンイドン）
- 龍楸一洞（リョンチュイルトン）
- 龍楸二洞（リョンチュイドン）
- 林原洞（リモンドン）
- 馬山洞（マサンドン）
- 明梧洞（ミョンオドン）
- 於隠洞（オウンドン）
- 中二洞（チュンイドン）
- 清渓洞（チョンゲドン）

## 歴史
この節の出典
- 1959年9月 - 平壌直轄市大城区域清渓里・和盛里、平安南道順安郡龍城労働者区・西里・馬山里・中二里・下里・下次里・新美里をもって、平壌直轄市龍城区域を設置。(1洞8里)
  - 龍城労働者区が龍城洞に昇格。
- 1960年10月 (5洞3里)
  - 馬山里が馬山洞に昇格。
  - 中二里が中二洞に昇格。
  - 下次里が下次洞に昇格。
  - 西里が於隠洞に昇格。
  - 新美里が新設の兄弟山区域に編入。
- 1963年 (9洞1里)
  - 龍城洞の一部が分立し、龍宮洞・龍楸洞が発足。
  - 清渓里が清渓洞に昇格。
  - 和盛里が和盛洞に昇格。
- 1965年 (9洞)
  - 於隠洞・下里・下次洞の各一部が合併し、林原洞が発足。
  - 下次洞・下里が新設の平安南道平城区に編入。
- 1967年 - 清渓洞・龍宮洞の各一部が合併し、龍文洞が発足。(10洞)
- 1972年 (12洞)
  - 龍城洞が分割され、龍城一洞・龍城二洞が発足。
  - 龍楸洞の一部が分立し、龍楸一洞が発足。
  - 龍楸洞の残部・馬山洞の一部が合併し、龍楸二洞が発足。
  - 林原洞の一部が馬山洞に編入。
- 1979年 - 龍宮洞が分割され、龍宮一洞・龍宮二洞が発足。(13洞)
- 1984年 - 三石区域大泉洞を編入。(14洞)
- 1988年 - 馬山洞の一部が三石区域三石里の一部と合併し、明梧洞が発足。(15洞)
- 2022年 - 和盛洞が和盛区域に昇格（14洞）[3]。

## 施設
- 金正日政治軍事大学
- 龍城官邸

## 交通
- 龍城線
  - 龍城駅 - セドン駅 - 東北里駅
- 平羅線
  - 中二駅 - 東北里駅